# Ascidioxynus ibericus
Ascidioxynus ibericus is een eenoogkreeftjessoort uit de familie van de Lichomolgidae. De wetenschappelijke naam van de soort is voor het eerst geldig gepubliceerd in 1999 door López-González, Megina & Conradi.